# Philipp Pfaff

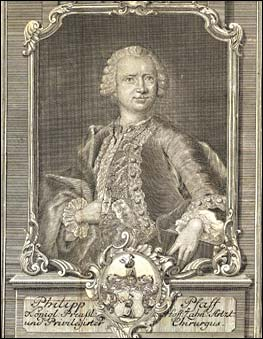
Philipp Pfaff, Begründer der Zahnmedizin in Deutschland. Aus: Abhandlung von den Zähnen des menschlichen Körpers und deren Krankheiten, Berlin 1756

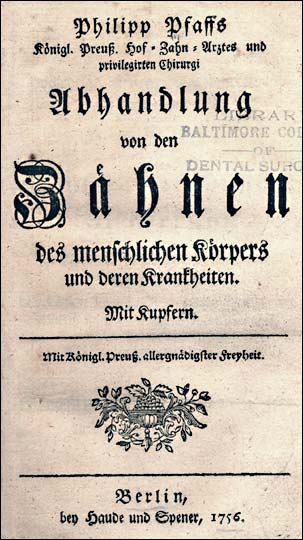
Buchtitel: Philipp Pfaff: Abhandlung von den Zähnen des menschlichen Körpers und deren Krankheiten, Berlin 1756

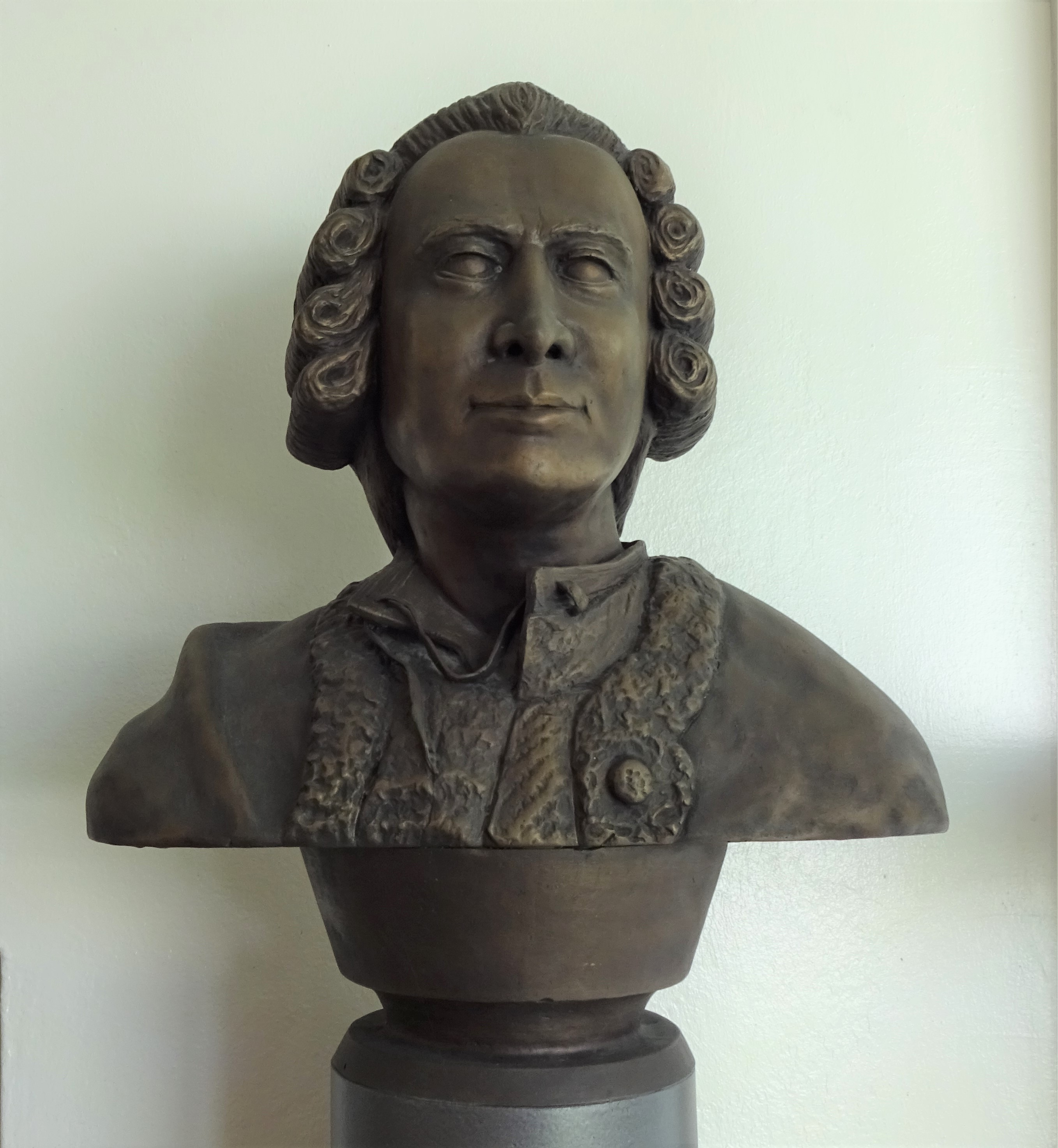
Büste in der Charité, Institut für Zahn-, Mund- und Kieferheilkunde

Philipp Pfaff (* vor dem 27. Februar 1713 in Berlin; † 4. März 1766 ebenda) war ein deutscher Arzt und Zahnheilkundler, Königlich-Preußischer Hofzahnarzt von Friedrich dem Großen und revolutionärer Vordenker in der Zahnmedizin. Er galt als Meister der konservativen Zahnheilkunde und der Zahnextraktion.

## Leben
Philipp Pfaff war der zweite Sohn des Wundarztes, Prosektors und Chirurgen Johann Leonhard Pfaff, der 1710 von Heidelberg nach Berlin gekommen war. Ein genaues Geburtsdatum ist nicht bekannt; der Taufbucheintrag vom 27. Februar 1713 ist heute noch bei der Domgemeinde zu Berlin vorhanden. Er studierte an der Berliner Charité, an der auch sein Vater tätig war, allgemeine Medizin, Chirurgie und Zahnmedizin.
Das vom „Soldatenkönig“ Friedrich Wilhelm I. (1713–1740) „Preußische Medicinal Edict“ erwähnt in seiner erneuerten Form von 1713, demzufolge sich alle „Medizinalpersonen“ der Abschlussprüfung vor dem „Colloqium Medicum“ zu unterziehen hatten, auch erstmals den Begriff „Zahn-Aerzte“. Pfaff hatte auch diese Prüfung absolviert. Er wurde dadurch auch der erste „staatlich ernannte“ Zahnarzt in Deutschland. Die preußischen Medizinalgesetze waren ihrer Zeit im damaligen In- und Ausland weit voraus. Nach seiner Ausbildung war Pfaff zum Militärdienst verpflichtet. Er leistete ihn in den Infanterie-Regimentern Nr. 25 des Oberst Christoph Wilhelm von Kalckstein und Nr. 34 des Prinzen Louis Ferdinand von Preußen ab. Nach der Regierungsübernahme 1740 durch König Friedrich II. musste Pfaff sofort am Ersten Schlesischen Krieg als Kompaniechirurg teilnehmen. Er nahm mit diesen Regimentern an den Schlachten bei Mollwitz (1741), Breslau und Chotusitz teil sowie der Erstürmung von Glogau und dem Gefecht bei Lassoth (1741). Während der schweren Kämpfe mit vielen Verlusten erlangte Pfaff zwangsläufig eine große Erfahrung in der Behandlung von Kriegsverletzungen.
Nach seiner Entlassung aus dem Militärdienst eröffnete er in Berlin eine Barbierstube mit königlicher Genehmigung und genoss großes Ansehen. Warum er sich später der zu dieser Zeit völlig unterentwickelten, verrufenen Zahnmedizin zuwandte, ist nicht mehr zu erklären.
Philipp Pfaff war mit Dorothea Sophia verheiratet, starb jedoch kinderlos 1766 an der „Brustkrankheit“, was wohl als berufsinduzierte Lungentuberkulose zu deuten ist.

## Forschung
Pfaff erforschte neue Möglichkeiten der Prothese und der Füllung. 1756 veröffentlichte er das erste Lehrbuch über Zahnmedizin in deutscher Sprache: Abhandlung von den Zähnen des menschlichen Körpers und deren Krankheiten. Wichtigster wissenschaftlicher Bezugspunkt war in dieser Zeit das Lehrbuch des Franzosen Pierre Fauchard (1678–1761). Dieser hatte 1728 die weltweit erste umfassende Monografie über Zahnmedizin verfasst, welche 1733 auch ins Deutsche übersetzt worden war. Pfaff schöpfte sein Wissen zu wesentlichen Teilen aus diesem Lehrbuch und brachte zusätzlich eigene Erfahrungen ein.
An einige Beispiele seiner epochalen Ideen und Erfahrungen soll erinnert werden:
- die Abdrucknahme vom Kiefer mit Siegelwachs, wobei die mit Gips ausgegossene Abformung als Modell zur Herstellung von Zahnersatz diente
- die erste Beschreibung einer extraoralen retrograden Wurzelfüllung im Rahmen einer Zahnreimplantation
- die direkte Überkappung der vitalen Zahnpulpa (des lebenden Zahnnerven) mit Goldplättchen
- die Priorität der Zahnerhaltung
- seine Rezepturen
- seine Vorschläge zur Oralhygiene
- seine Instrumente

Pfaff legte das Buch seinem König Friedrich dem Großen am 19. Mai 1756 persönlich vor, der ihn mit dem in Preußen erstmals verliehenen Titel „Hofzahnarzt“ und „Hofrat“ auszeichnete. Schon am 20. Mai 1756 erschien eine positive, lobende Rezension in den „Berlinischen Nachrichten“. Ob der König jedoch je von Pfaff behandelt wurde, ist nicht überliefert.

## Ehrungen
Die Deutsche Gesellschaft für Stomatologie stiftete 1968 zur Förderung der wissenschaftlichen Arbeit die Philipp-Pfaff-Medaille, die 1973 in Wolfgang-Rosenthal-Preis umbenannt wurde ohne jedoch die Medaille zu verändern.
In Berlin gibt es das „Philipp-Pfaff-Institut“, eine gemeinsame Fortbildungseinrichtung der Zahnärztekammer Berlin und der Landeszahnärztekammer Brandenburg.
1980 wurde in Berlin die „Deutsche Zahnärztliche Philipp-Pfaff-Gesellschaft“ von Rolf Will gegründet, die er als Präsident bis 1990 führte.
Das Dentalmuseum im sächsischen Zschadraß hat Philipp Pfaffs Behandlungszimmer originalgetreu wieder aufgebaut und machte es 2016 – zu seinem 250. Todestag – der Öffentlichkeit zugänglich.
Im Jahr 2019 wurde die vormalige Ewald-Harndt-Medaille in „Philipp-Pfaff-Preis“ umbenannt. Dies geschah aufgrund der NS-Vergangenheit von Ewald Harndt. Der Preis wird von der Zahnärztekammer Berlin vergeben.